# Wallichia lidiae
Wallichia lidiae är en enhjärtbladig växtart som beskrevs av Andrew James Henderson. Wallichia lidiae ingår i släktet Wallichia och familjen Arecaceae. Inga underarter finns listade i Catalogue of Life.